# Макаров В'ячеслав Володимирович
В'ячесла́в Володи́мирович Мака́ров (рос. Вячеслав Владимирович Макаров; 19 лютого 1979 — 13 травня 2023, Іванівське, Україна) — російський офіцер, полковник ЗС РФ. Герой Російської Федерації.

## Біографія
Виріс у місті Балей, де в 1996 році закінчив середню загальноосвітню школу № 14. Наприкінці 1990-х років вступив до Благовєщенського вищого танкового командного училища. Після розформування училища в 1999 році перейшов до іншого військового ВНЗ, після закінчення якого служив у сухопутних військах. Пройшов шлях від командира взводу до командира батальйону. Закінчив Загальновійськову академію ЗС РФ. Учасник війни на сході України та інтервенції в Сирію.
З 24 лютого 2022 року брав участь у вторгненні в Україну, командир штурмового батальйону. Учасник боїв за Сєвєродонецьк. Влітку 2022 року призначений начальником штабу 57-ї окремої мотострілецької бригади. З початку жовтня 2022 року — військовий комісар Хабаровського краю, через місяць — Магаданської області. В грудні 2022 року повернувся в Україну і був призначений командиром 4-ї окремої мотострілецької бригади. Загинув у бою. 21 травня 2023 року був похований у Балеї.

## Нагороди
Отримав численні нагороди, серед яких:
- Медаль Жукова
- Орден Мужності
- Звання «Герой Російської Федерації» (21 червня 2023, посмертно) — «за мужність і героїзм, проявлені під час виконання військового обов'язку.» 3 вересня медаль «Золота зірка» була передана рідним Макарова виконувачем обов'язків командувача військами Східно військового округу генерал-майором Сергієм Лагуткіним.